# Prionotalis africanellus
Prionotalis africanellus är en fjärilsart som beskrevs av Embrik Strand 1909. Prionotalis africanellus ingår i släktet Prionotalis och familjen Crambidae. Inga underarter finns listade i Catalogue of Life.